# Lesbates axillaris
Lesbates axillaris là một loài bọ cánh cứng trong họ Cerambycidae.